# Les Contes de nos pères

Les Contes de nos pères est un recueil de contes de Paul Féval publié en 1845.

## Résumé
Ce recueil contient les contes suivants : Le Petit Gars, Le Val aux fées, Force et Faiblesse, La Mort de César, Jouvente de la tour et Le Médecin bleu.